# Gleison Bremer
Gleison Bremer Silva Nascimento (n. 18 martie 1997, Itapitanga, Bahia, Brazilia), cunoscut sub numele de Gleison Bremer sau simplu Bremer, este un fotbalist profesionist brazilian care evoluează ca fundaș central pentru clubul italian Juventus și pentru echipa națională de fotbal a Braziliei.

## Tinerețe
Numele Bremer a fost ales de tatăl său în onoarea fotbalistului german Andreas Brehme.

## Carieră de club

### Atlético Mineiro
Născut în Itapetinga, Bahia, Bremer s-a alăturat clubului Desportivo Brasil în 2014, la vârsta de 17 ani. În 2016, a fost împrumutat la São Paulo pentru un an și a fost inițial repartizat echipei de tineret sub 20 de ani. Și-a făcut debutul profesionist cu echipa de rezerve pe 12 octombrie același an, intrând în locul unui jucător în ultimul minut al meciului, într-o înfrângere de 3-0 pe teren propriu împotriva echipei Rio Claro, în cadrul Copa Paulista.
În martie 2017, Bremer s-a transferat la Atlético Mineiro pentru o sumă de R$ 380.000. Promovat la echipa principală în iunie, și-a făcut debutul în prima echipă și în Série A pe 25 iunie, înlocuindu-l pe Rodrigão accidentat într-o victorie cu 1-0 în deplasare împotriva echipei Chapecoense. Pe 11 iulie 2017, Bremer și-a prelungit contractul până la sfârșitul anului 2021.

### Torino
Pe 10 iulie 2018, Bremer s-a alăturat clubului italian Torino, semnând un contract pe cinci ani. Și-a făcut debutul la Granata pe 12 august în Coppa Italia împotriva echipei Cosenza (4–0), intrând în minutul 23 al reprizei secunde în locul lui Armando Izzo. Pe 19 august a debutat în Serie A, tot ca înlocuitor al lui Izzo, într-un meci pierdut cu 1-0 împotriva echipei Roma. Bremer a avut prima sa apariție ca titular pe 3 mai 2019 în Derby-ul din Torino, un egal 1-1 împotriva echipei Juventus. În primul său sezon cu Torino, a acumulat un total de șapte apariții între Serie A și Coppa Italia, jucând în principal ca rezervă pentru Emiliano Moretti și Koffi Djidji.
După retragerea lui Moretti la sfârșitul sezonului, Walter Mazzarri a început să-l folosească pe Bremer ca titular la începutul sezonului 2019–2020. Pe 25 iulie 2019, și-a făcut debutul în competițiile UEFA, în primul tur de calificare al Europa League împotriva echipei Debrecen. În al doilea tur de calificare, a marcat un autogol într-o înfrângere cu 3–2 pe teren propriu împotriva echipei Wolverhampton Wanderers.
În sezonul 2020–2021, Bremer a început să joace ca titular pentru Torino cu mai multă regularitate, și pe 30 noiembrie 2020 a marcat golul victoriei într-un meci câștigat în deplasare împotriva echipei Genoa (1–0). Pe 28 ianuarie 2020, a marcat un dublu în Coppa Italia, într-un meci pierdut cu 4–2 împotriva echipei AC Milan. După reluarea sezonului, a jucat toate meciurile ca titular pentru Torino și a contribuit cu încă două goluri. A încheiat sezonul cu un total de 35 de apariții și cinci goluri în toate competițiile.
Pe 2 februarie 2022, Bremer și-a prelungit contractul cu clubul până în 2024. Performanțele sale de-a lungul sezonului 2021–22 i-au adus premiul pentru cel mai bun fundaș al sezonului din Serie A.

### Juventus
Pe 20 iulie 2022, Bremer s-a alăturat clubului rival Juventus cu un contract pe cinci ani. Și-a făcut debutul oficial pe 15 august, într-o victorie cu 3-0 împotriva echipei Sassuolo în Serie A. Pe 11 septembrie, a marcat primul său gol pentru Bianconeri, într-un meci încheiat la egalitate, 2-2, împotriva lui Salernitana în campionat. Pe 28 februarie 2023, Bremer a marcat pentru Juventus împotriva fostului său club, Torino, într-o victorie cu 4-2 în Derby della Mole.
Pe 27 decembrie 2023, după ce s-a impus în apărarea lui Juventus în prima jumătate a sezonului, Bremer și-a prelungit contractul cu La Vecchia Signora până în 2028.

## Cariera internațională
Pe 9 septembrie 2022, Bremer a primit prima sa convocare la echipa națională a Braziliei pentru meciurile amicale împotriva Ghana și Tunisia. Și-a făcut debutul împotriva Ghanei pe 23 septembrie, într-o victorie cu 3–0. Pe 7 noiembrie, a fost inclus în lotul pentru Cupa Mondială din 2022.

## Stil de joc
Bremer este un fundaș central puternic din punct de vedere fizic, cu o abilitate excelentă în jocul aerian și un simț al poziționării remarcabil. Jucător versatil, el se remarcă prin viteză notabilă și a declarat că este inspirat de fundașul brazilian Lúcio.

## Statistici de carieră

### Club
La 20 mai 2024.
| Club             | Sezon         | Ligă          | Ligă     | Ligă   | Cupă     | Cupă   | Continental | Continental | Altele   | Altele | Total    | Total  |
| Club             | Sezon         | Divizie       | Apariții | Goluri | Apariții | Goluri | Apariții    | Goluri      | Apariții | Goluri | Apariții | Goluri |
| ---------------- | ------------- | ------------- | -------- | ------ | -------- | ------ | ----------- | ----------- | -------- | ------ | -------- | ------ |
| Atlético Mineiro | 2017          | Série A       | 12       | 0      | 1        | 0      | 1           | 0           | 1        | 0      | 15       | 0      |
| Atlético Mineiro | 2018          | Série A       | 11       | 1      | 3        | 0      | 2           | 0           | 2        | 0      | 18       | 1      |
| Atlético Mineiro | Total         | Total         | 23       | 1      | 4        | 0      | 3           | 0           | 3        | 0      | 33       | 1      |
| Torino           | 2018–19       | Serie A       | 5        | 0      | 2        | 0      | —           | —           | —        | —      | 7        | 0      |
| Torino           | 2019–20       | Serie A       | 27       | 3      | 2        | 2      | 6           | 0           | —        | —      | 35       | 5      |
| Torino           | 2020–21       | Serie A       | 33       | 5      | 2        | 0      | —           | —           | —        | —      | 35       | 5      |
| Torino           | 2021–22       | Serie A       | 33       | 3      | 0        | 0      | —           | —           | —        | —      | 33       | 3      |
| Torino           | Total         | Total         | 98       | 11     | 6        | 2      | 6           | 0           | 0        | 0      | 110      | 13     |
| Juventus         | 2022–23       | Serie A       | 30       | 4      | 3        | 1      | 10          | 0           | —        | —      | 43       | 5      |
| Juventus         | 2023–24       | Serie A       | 36       | 3      | 4        | 0      | —           | —           | —        | —      | 40       | 3      |
| Juventus         | Total         | Total         | 66       | 7      | 7        | 1      | 10          | 0           | 0        | 0      | 83       | 8      |
| Total carieră    | Total carieră | Total carieră | 187      | 19     | 17       | 3      | 19          | 0           | 3        | 0      | 226      | 22     |

1. ↑  Apariții în Copa Libertadores
2. ↑  Apariții în Primeira Liga
3. ↑  Apariții în Copa Sudamericana
4. ↑  Apariții în Campeonato Mineiro
5. ↑  Apariții în UEFA Europa League
6. ↑  Trei apariții în UEFA Champions League, șapte apariții în UEFA Europa League

### Internațional
La 8 June 2024.
| Echipa națională | An    | Apariții | Goluri |
| ---------------- | ----- | -------- | ------ |
| Brazilia         | 2022  | 3        | 0      |
| Brazilia         | 2024  | 2        | 0      |
| Total            | Total | 5        | 0      |

## Titluri
Juventus
- Coppa Italia: 2023–24[31]

Individuale
- Cel mai bun fundaș al Seriei A: 2021–22[32]
- Echipa Seriei A a Anului: 2021–22,[33] 2022–23,[34] 2023–24